# بيرثا كروفورد هابارد
بيرثا كروفورد هابارد (بالإنجليزية: Bertha Crawford Hubbard)‏ هي فنانة أمريكية، ولدت في 1861، وتوفيت في 1935.